# Heinz Siebeneicher
Heinz Siebeneicher (* 15. Januar 1935 in Berlin; † 5. November 2010 in Baden-Baden) war ein deutscher Radio- und Fernsehmoderator.

## Leben und Karriere
Heinz Zipperer wurde am 15. Januar 1935 in Berlin geboren und verbrachte dort die ersten 20 Lebensjahre. Den Geburtsnamen seiner Mutter, Siebeneicher, nahm er erst später an.
Siebeneicher war nach seiner Ausbildung bei der Deutschen Bundespost im gehobenen Dienst tätig und arbeitete nur nebenberuflich beim Radio. Er war zuletzt als Postoberamtsrat Leiter einer Entwicklungsgruppe für Elektronische Datenverarbeitung.
Er begann seine Karriere beim Südwestfunk Baden-Baden mit der Sendung Vom Telefon zum Mikrofon. Später wechselte er zum Privatsender RTL in Luxemburg und führte dort durch die sonntägliche, vierstündige Sendung Wünsch Dir was. Nach kurzem Zwischenspiel bei kleineren Privatsendern in Baden-Württemberg wechselte er zurück zum Südwestfunk. Für den Südwestfunk und später für das vierte Programm des Südwestrundfunks moderierte Siebeneicher seit den 1990er Jahren täglich die Wunschmelodie aus Freiburg und einmal im Monat die Sendung Fröhlicher Alltag im Dritten Fernsehprogramm des SWF/SDR bzw. des SWR.
Im Jahre 1997 kreierte Siebeneicher zusammen mit Christian Frietsch Radio L-Fun, das Library Radio. Der Sender war bis 2005 täglich mit einem 24-stündigen Programm im Internet zu hören und präsentierte Werke der größten Dichter und Denker der Weltgeschichte.
Außerdem wurden mehrere Hörbücher von Siebeneicher eingelesen. Im November 2010 starb Heinz Siebeneicher im Alter von 75 Jahren in Baden-Baden.

## Ehrungen und Auszeichnungen
Heinz Siebeneicher wurde 2005 die Verdienstmedaille des Landes Baden-Württemberg verliehen.